# Albalan
Albalan è un comune dell'Azerbaigian situato nel distretto di Cəlilabad. Conta una popolazione di 555 abitanti.